# Dikgonnye
Dikgonnye is een dorp in het district Kgatleng in Botswana. De plaats telt 431 inwoners (2011).